# سه‌راهی

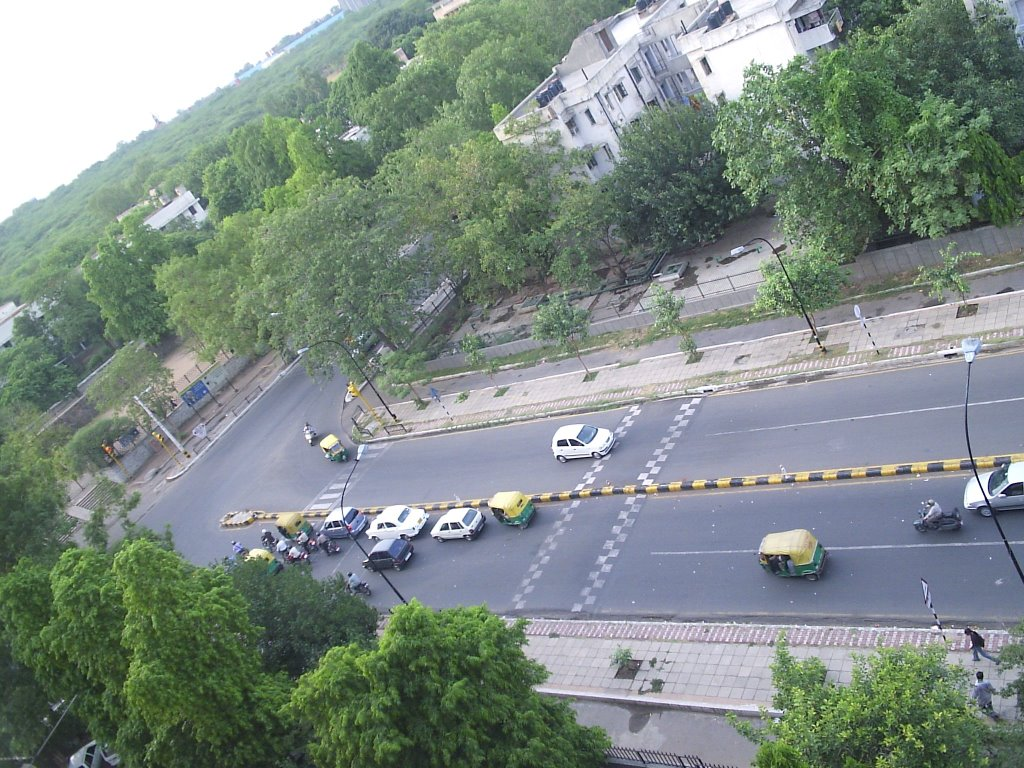
یک تقاطع سه راهی دهلی نو، هند.

سه راهی نوعی از تقاطع جاده است که در آن سه مسیر وجود دارد. تقاطع Y شکل سه راه مستقل و احتمالاً هم اندازه دارد. تقاطع T شکل نیز سه راه دارد اما در آن معمولاً یک راه فرعی به یک جاده اصلی وصل می‌شود.

## تقدم عبور
در تقاطع سه راهی T شکل عموماً حق تقدم با چراغ‌های راهنمایی مشخص می‌شود اما در غیر این صورت قوانین ترافیکی حق تقدم را مشخص خواهند کرد.

## نگارخانه

T تقاطع ثبت نام در تایوان با بیش جاده مستقیم به جلو
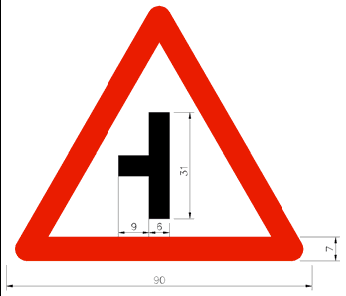
T تقاطع ثبت نام در تایوان با طرف جاده در سمت چپ
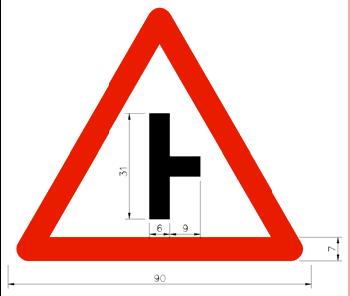
T تقاطع ثبت نام در تایوان با طرف جاده در سمت راست
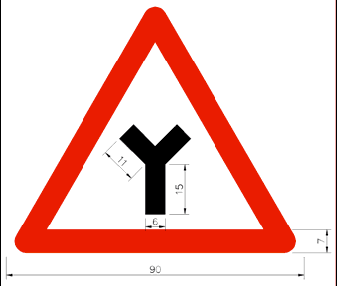
Y ثبت نام تقاطع در تایوان
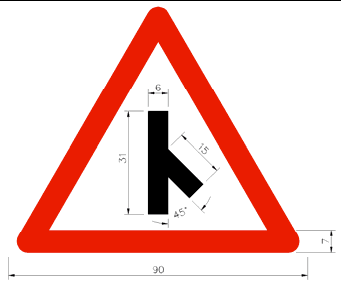
3-راه تقاطع ثبت نام در تایوان با طرف جاده در سمت راست و نه سمت راست زاویه
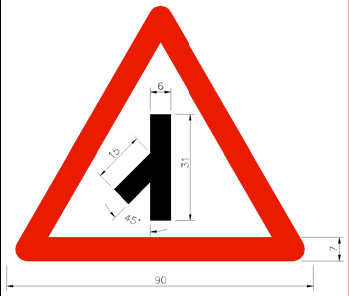
3-راه تقاطع ثبت نام در تایوان با طرف جاده در سمت چپ و نه راست زاویه